# Ministère de la Culture (Danemark)
Pour les articles homonymes, voir Ministère de la Culture.
Le ministère de la Culture est un ministère danois qui supervise la politique culturelle du pays. Il est dirigé par Jakob Engel-Schmidt depuis le 15 décembre 2022.

## Historique
Entre 1968 et 1971, y sont associés les missions ministérielles de Coopération technique avec les pays en développement et des Questions de désarmement. De 1981 à 1982 il est rattaché au ministère de la Coopération nordique, et de 2014 à 2022, à celui des Affaires ecclésiastiques.

## Établissements rattachés
- Forfatterskolen, une institution publique d'enseignement supérieur spécialisée en littérature danoise.

## Liste des ministres
| Nom | Nom                     | Gouvernement                            | Début du mandat   | Fin du mandat     |
| --- | ----------------------- | --------------------------------------- | ----------------- | ----------------- |
|     | Julius Bomholt          | Viggo Kampmann II et Jens Otto Krag I   | 7 septembre 1961  | 26 septembre 1964 |
|     | Hans Sølvhøj            | Jens Otto Krag II                       | 26 septembre 1964 | 28 novembre 1966  |
|     | Bodil Koch              | Jens Otto Krag II                       | 28 novembre 1966  | 2 février 1968    |
|     | Kristen Helveg Petersen | Hilmar Baunsgaard                       | 2 février 1968    | 11 octobre 1971   |
|     | Niels Matthiasen        | Jens Otto Krag III et Anker Jørgensen I | 11 octobre 1971   | 19 décembre 1973  |
|     | Nathalie Lind           | Poul Hartling                           | 19 décembre 1973  | 13 février 1975   |
|     | Niels Matthiasen        | Anker Jørgensen II, III et IV           | 13 février 1975   | 16 février 1980   |
|     | Lise Østergaard         | Anker Jørgensen IV et V                 | 28 février 1980   | 10 septembre 1982 |
|     | Mimi Jakobsen           | Poul Schlüter I                         | 10 septembre 1982 | 12 mars 1986      |
|     | Hans Peter Clausen      | Poul Schlüter I et II                   | 12 mars 1986      | 3 juin 1988       |
|     | Ole Vig Jensen          | Poul Schlüter III                       | 3 juin 1988       | 18 décembre 1990  |
|     | Grethe Rostbøll         | Poul Schlüter IV                        | 18 décembre 1990  | 24 janvier 1993   |
|     | Jytte Hilden            | Nyrup Rasmussen I et II                 | 25 janvier 1993   | 30 décembre 1996  |
|     | Ebbe Lundgaard          | Nyrup Rasmussen III                     | 30 décembre 1996  | 23 mars 1998      |
|     | Elsebeth Gerner Nielsen | Nyrup Rasmussen IV                      | 23 mars 1998      | 27 novembre 2001  |
|     | Brian Mikkelsen         | Fogh Rasmussen I, II et III             | 27 novembre 2001  | 10 septembre 2008 |
|     | Carina Christensen      | Fogh Rasmussen III Løkke Rasmussen I    | 10 septembre 2008 | 23 février 2010   |
|     | Per Stig Møller         | Løkke Rasmussen I                       | 23 février 2010   | 3 octobre 2011    |
|     | Uffe Elbæk              | Thorning-Schmidt                        | 3 octobre 2011    | 6 décembre 2012   |
|     | Marianne Jelved         | Thorning-Schmidt I et II                | 6 décembre 2012   | 28 juin 2015      |
|     | Bertel Haarder          | Løkke Rasmussen II                      | 28 juin 2015      | 28 novembre 2016  |
|     | Mette Bock              | Løkke Rasmussen III                     | 28 novembre 2016  | 27 juin 2019      |
|     | Joy Mogensen            | Frederiksen I                           | 27 juin 2019      | 16 août 2021      |
|     | Ane Halsboe-Jørgensen   | Frederiksen I                           | 16 août 2021      | 15 décembre 2022  |
|     | Jakob Engel-Schmidt     | Frederiksen II                          | 15 décembre 2022  | en cours          |